# Chinese Taipei Open 1993
Die Chinese Taipei Open 1993 im Badminton fanden vom 6. bis zum 13. Januar 1993 in Taipeh statt. Das Preisgeld betrug 100.000 US-Dollar, was dem Turnier zu einem Vier-Sterne-Status im Grand-Prix-Circuit verhalf.

## Sieger und Platzierte
| Disziplin    | Gold                             | Silber                     | Bronze                       |
| ------------ | -------------------------------- | -------------------------- | ---------------------------- |
| Herreneinzel | Heryanto Arbi                    | Thomas Stuer-Lauridsen     | Poul-Erik Høyer Larsen       |
| Herreneinzel | Heryanto Arbi                    | Thomas Stuer-Lauridsen     | Ardy Wiranata                |
| Dameneinzel  | Lim Xiaoqing                     | Yuliani Santosa            | Camilla Martin               |
| Dameneinzel  | Lim Xiaoqing                     | Yuliani Santosa            | Pernille Nedergaard          |
| Herrendoppel | Cheah Soon Kit Soo Beng Kiang    | Imay Hendra Bagus Setiadi  | Rahman Sidek Jalani Sidek    |
| Herrendoppel | Cheah Soon Kit Soo Beng Kiang    | Imay Hendra Bagus Setiadi  | Ger Shin-ming Yang Shih-jeng |
| Damendoppel  | Christine Magnusson Lim Xiaoqing | Tomomi Matsuo Kyoko Sasage | Finarsih Lili Tampi          |
| Damendoppel  | Christine Magnusson Lim Xiaoqing | Tomomi Matsuo Kyoko Sasage | Fujimi Tamura Yoshiko Iwata  |
| Mixed        | Denny Kantono Zelin Resiana      | Nick Ponting Gillian Clark | Jan Paulsen Lotte Olsen      |
| Mixed        | Denny Kantono Zelin Resiana      | Nick Ponting Gillian Clark | Michael Keck Pernille Dupont |

## Finalergebnisse
| Disziplin    | Sieger                           | Finalist                   | Ergebnis          |
| ------------ | -------------------------------- | -------------------------- | ----------------- |
| Herreneinzel | Heryanto Arbi                    | Thomas Stuer-Lauridsen     | 15-18, 15-6, 15-5 |
| Dameneinzel  | Lim Xiaoqing                     | Yuliani Santosa            | 11-6, 9-12, 11-5  |
| Herrendoppel | Cheah Soon Kit Soo Beng Kiang    | Bagus Setiadi Imay Hendra  | 15-3, 15-12       |
| Damendoppel  | Christine Magnusson Lim Xiaoqing | Tomomi Matsuo Kyoko Sasage | 18-15, 18-13      |
| Mixed        | Denny Kantono Zelin Resiana      | Nick Ponting Gillian Clark | w.o.              |

## Halbfinalresultate
| Disziplin    | Sieger                           | Gegner                       | Ergebnis           |
| ------------ | -------------------------------- | ---------------------------- | ------------------ |
| Herreneinzel | Heryanto Arbi                    | Poul-Erik Høyer Larsen       | 15-10, 15-9        |
|              | Thomas Stuer-Lauridsen           | Ardy Wiranata                | 8-15, 15-9, 15-8   |
| Dameneinzel  | Lim Xiaoqing                     | Pernille Nedergaard          | 12-11, 11-4        |
|              | Yuliani Santosa                  | Camilla Martin               | 7-11, 11-1, 11-6   |
| Herrendoppel | Cheah Soon Kit Soo Beng Kiang    | Ger Shin-ming Yang Shih-jeng | 15-6, 15-4         |
|              | Bagus Setiadi Imay Hendra        | Razif Sidek Jalani Sidek     | 15-7, 15-6         |
| Damendoppel  | Christine Magnusson Lim Xiaoqing | Finarsih Lili Tampi          | 15-12, 15-12       |
|              | Tomomi Matsuo Kyoko Sasage       | Fujimi Tamura Yoshiko Iwata  | 15-6, 15-3         |
| Mixed        | Denny Kantono Zelin Resiana      | Jan Paulsen Lotte Olsen      | 11-15, 15-7, 17-15 |
|              | Nick Ponting Gillian Clark       | Michael Keck Pernille Dupont | 15-11, 6-1, Aufg.  |

## Viertelfinalresultate
| Disziplin    | Sieger                           | Gegner                                   | Ergebnis            |
| ------------ | -------------------------------- | ---------------------------------------- | ------------------- |
| Herreneinzel | Heryanto Arbi                    | Rashid Sidek                             | 10-15, 15-2, 15-5   |
|              | Poul-Erik Høyer Larsen           | Hermawan Susanto                         | 15-17, 15-12, 15-11 |
|              | Thomas Stuer-Lauridsen           | Lee Mou-chou                             | 15-6, 15-7          |
|              | Ardy Wiranata                    | Liu En-hung                              | 15-1, 15-4          |
| Dameneinzel  | Lim Xiaoqing                     | Jaroensiri Somhasurthai                  | 11-3, 11-5          |
|              | Pernille Nedergaard              | Zarinah Abdullah                         | 11-6, 11-5          |
|              | Yuliani Santosa                  | Hisako Mizui                             | 11-4, 11-5          |
|              | Camilla Martin                   | Christine Magnusson                      | 11-4, 6-11, 11-7    |
| Herrendoppel | Cheah Soon Kit Soo Beng Kiang    | Sakrapee Thongsari Pramote Teerawiwatana | 15-11, 12-15, 15-11 |
|              | Ger Shin-ming Yang Shih-jeng     | Lee Yong-sun Kim Dong-moon               | 15-8, 15-5          |
|              | Bagus Setiadi Imay Hendra        | Chan Siu Kwong Ng Pak Kum                | 15-8, 15-10         |
|              | Razif Sidek Jalani Sidek         | Nick Ponting Simon Archer                | 17-14, 15-9         |
| Damendoppel  | Christine Magnusson Lim Xiaoqing | Joanne Muggeridge Lisbet Stuer-Lauridsen | 15-5, 15-9          |
|              | Finarsih Lili Tampi              | Kang Chia-yi Lin Hui-hsu                 | 15-6, 15-7          |
|              | Tomomi Matsuo Kyoko Sasage       | Gillian Gowers Gillian Clark             | 15-12, 7-15, 15-6   |
|              | Fujimi Tamura Yoshiko Iwata      | Lotte Olsen Pernille Dupont              | 15-12, 18-14        |
| Mixed        | Denny Kantono Zelin Resiana      | Chen Hsiao-li Lee Mou-chou               | 15-6, 15-10         |
|              | Jan Paulsen Lotte Olsen          | Chan Siu Kwong Ngan Fai                  | 15-7, 15-4          |
|              | Nick Ponting Gillian Clark       | Feng Mei-ying Huang Chuan-chen           | 15-6, 15-2          |
|              | Michael Keck Pernille Dupont     | Lee Wei-jen Wu Yi-lurn                   | 15-8, 15-2          |